# Pius XII. (Film)
Pius XII. (internationaler Titel: Under the Roman Sky) ist ein deutsch-italienischer Fernsehfilm aus dem Jahr 2010. Das Filmdrama thematisiert das Wirken des gleichnamigen Papstes zur Zeit des Faschismus und der deutsche Besetzung Italiens und kombiniert diesen Hintergrund mit einer Liebesgeschichte um ein jüdisches Paar, das während der Shoah in Rom ums Überleben kämpft. Die Uraufführung des Films fand am 9. April 2010 in Anwesenheit des amtierenden Papstes Benedikt XVI. in dessen Sommerresidenz Castel Gandolfo statt. Im deutschen Fernsehen war der vom Bayerischen Rundfunk und RAI produzierte Zweiteiler erstmals am 1. November 2010 bei Das Erste zu sehen.

## Handlung
Der Film beginnt mit dem ersten Luftangriff auf Rom im Juli 1943, nach dem Pius XII. die Menschen in dem betroffenen Gebiet persönlich besucht. Zwei Monate später sorgt die Nachricht von einem Waffenstillstand für Erleichterung, die jedoch nicht lange anhält. Denn nun beginnen die Nationalsozialisten mit Maßnahmen gegen die jüdischen Bewohner des römischen Ghettos. Zu den gefährdeten Juden gehört der Drucker Armando, dessen Tochter Miriam von zwei unterschiedlichen Männern begehrt wird. Marco ist ein Literaturstudent, der nach der Schließung der Universität zusammen mit den Partisanen der Resistenza für seine Rechte kämpfen will. Davide verkauft gestohlene Waren, um seine jüdischen Mitbürger auch in Notzeiten zu versorgen. Als die Nationalsozialisten fünfzig Kilogramm Gold als Gegenwert für 200 Menschenleben verlangen, trägt er wesentlich zur Erfüllung dieser Forderung bei.

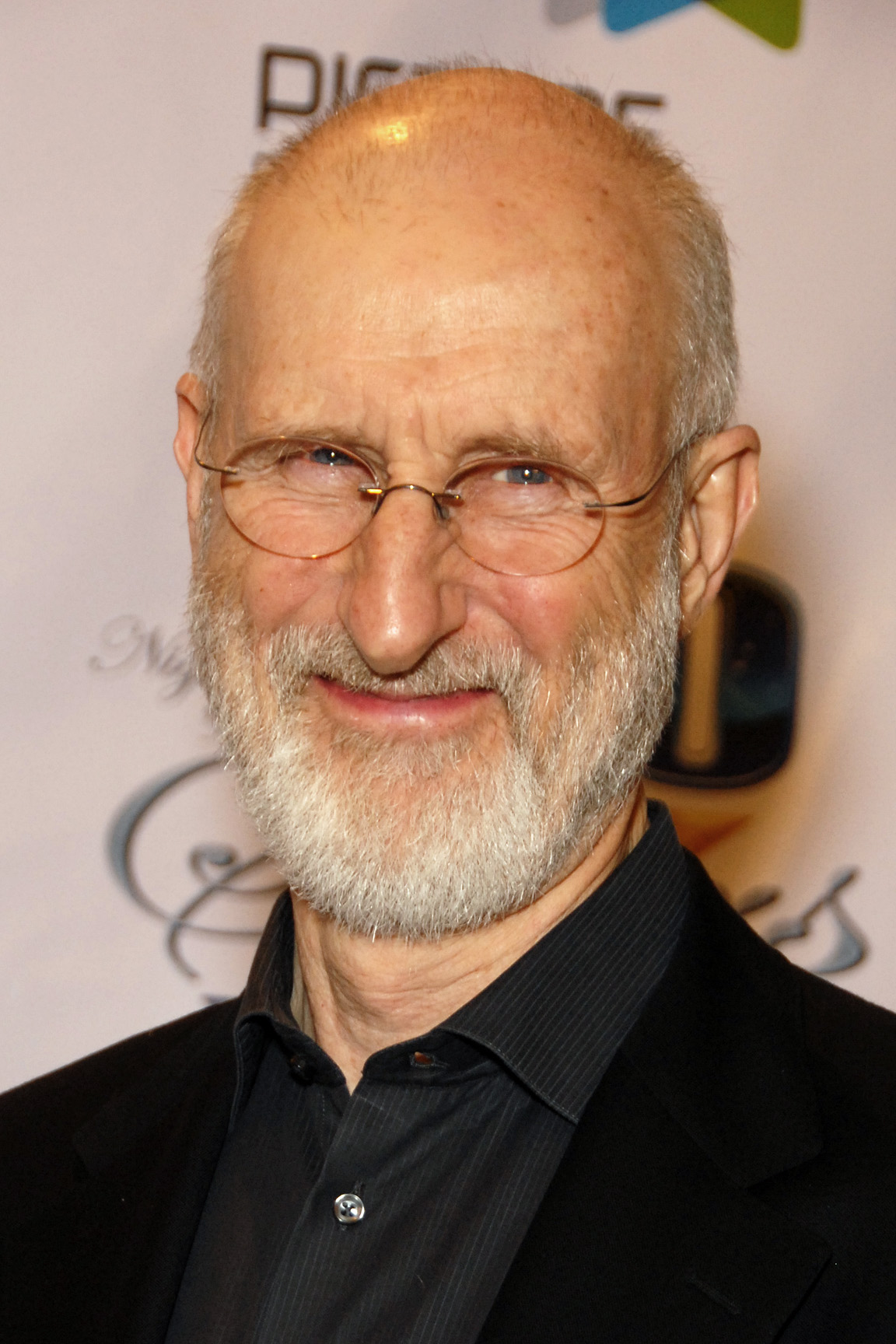
James Cromwell (2010) als …

Pius XII., der bereits 1937 in der Enzyklika „Mit brennender Sorge“, die er damals noch als Kardinalstaatssekretär von Pius XI. mit verfasst hatte, seine Bedenken allen deutschen Christen mitgeteilt hatte, lehnt nun den Wunsch nach einer klaren Stellungnahme gegen die Nationalsozialisten zunächst ab, weil er das Schicksal eines niederländischen Bischofs fürchtet, dessen Widerstand zusätzliche Tote provozierte. Stattdessen versucht er durch Gespräche mit dem deutschen General Rainer Stahel, die Feinde zu besänftigen.
Als Miriam und Davide an einem Sabbat gerade gefälschte Pässe aus der Druckerei des Vaters an die benachbarten Juden verteilen, beginnen die deutschen Besatzer mit einer Razzia in jüdischen Häusern. Armando kann seinen jungen Sohn Riccardo im letzten Moment retten, bevor er selbst verschleppt und vor den Augen seiner Tochter deportiert wird. Miriam hat auch den Kontakt zu Davide verloren, und Marco wird auf der Straße von den Soldaten angeschossen. Während Pius XII. darüber nachdenkt, wie er die Judenverfolgung stoppen kann, planen die führenden Nationalsozialisten in Rom die Entführung des Papstes.

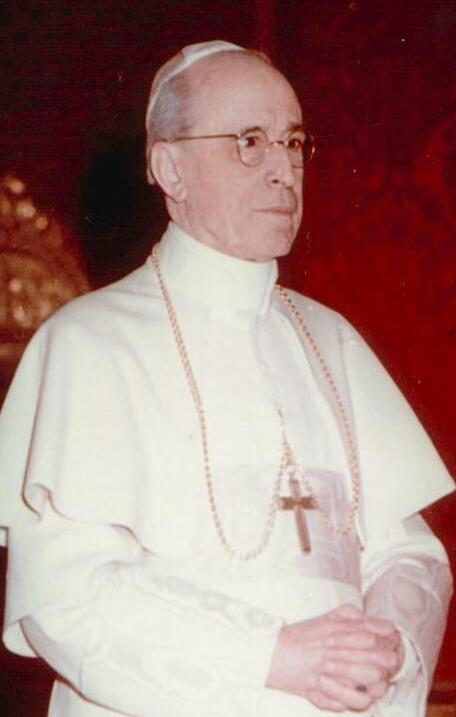
… Pius XII. (Eugenio Pacelli, 1876–1958)

Die in Rom verbliebenen Juden suchen nach Verstecken (in der Realität bei und nach der Razzia 15./17. Oktober 1943). Dabei kommt ihnen ein Erlass des Papstes zu Hilfe, der die Klöster und Kirchen Roms zum exterritorialen Gebiet des Heiligen Stuhls erklärt und damit den Zugriff durch die Nationalsozialisten erschwert. Davide und Marco finden gemeinsam mit einigen anderen Juden Zuflucht bei Pater Pankratius Pfeiffer. Zur Tarnung tragen die Gäste die Ordenstracht und lernen christliche Gebete. Durch den Hinweis eines Partisanen erfahren Davide und Marco, dass Miriam gemeinsam mit ihrer Freundin Bianca als Kellnerin bei den Nationalsozialisten arbeitet. Mit einem Lastwagen, der Lebensmittel transportiert, fahren die beiden jungen Männer dorthin und retten Miriam. Gemeinsam kehren sie ins Kloster zurück, das kurz darauf von den Nationalsozialisten gestürmt wird. Die meisten versteckten Juden bleiben jedoch unversehrt. Nach diesem Schock gehen Miriam und ihre beiden Freunde nachts in die Druckerei, um weitere gefälschte Pässe herzustellen, mit denen die Juden aus dem Kloster fliehen können.

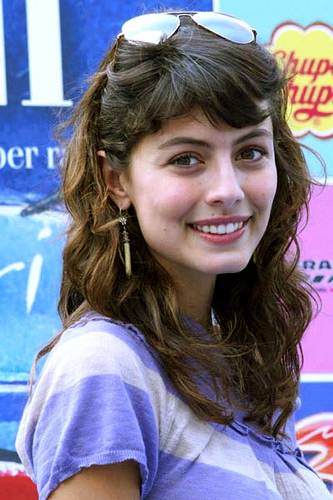
Alessandra Mastronardi spielt die italienische Jüdin Miriam

Pius XII. gerät währenddessen zunehmend unter Druck und entschließt sich, im Radio zu den Gläubigen zu sprechen. Als der SS- und Polizeiführer von Rom, General Karl Wolff, im Juni 1944 zu ihm in den Vatikan kommt, appelliert der Papst an das Gewissen des Deutschen und fragt, ob in seiner dunklen Seele vielleicht doch ein kleines Licht sei. Daraufhin verwirft der General die im Film geplante Entführung und ordnet stattdessen den vollständigen Rückzug der Nationalsozialisten aus Rom an. Nachdem die US-amerikanischen Alliierten die Kontrolle übernommen haben, heiraten Miriam und Davide.

## Kritik
Da die historische Rolle des Papstes Pius XII. umstritten ist, gab es bereits vor der Ausstrahlung des Films im deutschen Fernsehen kontroverse Kommentare der Rezensenten. Die B.Z. überließ die Beurteilung dem Dramatiker Rolf Hochhuth, der 1963 mit seinem Schauspiel Der Stellvertreter für ein negatives Image des zuvor gelobten Papstes gesorgt hatte und nun in seinem Kommentar den Filmproduzenten vorwirft, die Wahrheit unvollständig darzustellen: „Doch der grundlegende Unterschied zwischen Fernsehen und Wahrheit bleibt: Mit keiner Silbe erfährt man im Film, dass Pius XII. öffentlich während des Krieges nicht ein einziges Mal das Wort Jude in den Mund genommen hat.“ Alan Posener interviewte Hochhuth in der Welt. Dieter Bartetzko lobte in der FAZ den Pius-Darsteller James Cromwell, der „einen vom Schmerz um die Opfer Zerrissenen“ zeige und somit eine „Reinwaschung, so einseitig wie zuvor die Verdammnis“ verhindere. Sven Felix Kellerhoff von der Berliner Morgenpost sah ebenfalls trotz einer manchmal „übertriebene[n] Dramatisierung“ ein „sehr viel mehr an der Wirklichkeit orientiertes Bild“, beklagt aber gleichzeitig ein Versäumnis des Vatikans: „Erst wenn alle Bestände über Pius XII. in den vatikanischen Archiven für Wissenschaftler zugänglich sind und damit die Fakten auf dem Tisch liegen, könnte es zu einer Revision von Hochhuths Attacke kommen.“ Nach Ansicht des Tagesspiegels-Rezensenten Tillmann P. Gangloff „thematisiert das Drehbuch […] den Zwiespalt, lässt aber nicht den Hauch eines Zweifels aufkommen, was die Haltung des Papstes zu den Nazis angeht“. Die parallel laufende Handlung um Miriam und ihre Freunde betrachteten die Rezensenten als Mittel, um mit „üblichen Ingriedenzien  jeder größeren Fernsehproduktion“ „ein Millionenpublikum zu fesseln“, und als „Tribut an die lange Sendezeit“.
Der Bonner Katholizismusforscher Karl-Joseph Hummel betonte im Interview mit dem Domradio, dass „die wissenschaftlichen Erkenntnisse der letzten Jahre […] sehr präzise berücksichtigt und […] durchaus glaubwürdig dargestellt“ wurden. Der Freiburger Theologe und Pius-Kritiker Klaus Kühlwein bezeichnete in einem Feuilletonbeitrag in der Frankfurter Rundschau die im Film gezeigte Judenrettung während der Razzia als „grobe Geschichtsklitterung“. In Wahrheit habe Papst Pius weder die Razzia beendet noch sich um die verhafteten Juden gekümmert.
Papst Benedikt XVI. lobte nach der Uraufführung des Films, bei der er anwesend war, seinen Vorgänger aus der Kriegszeit und empfahl das Werk als Anreiz für das historische Bewusstsein der jungen Generation.